# Avenir Rosell i Figueras
Avenir Rosell i Figueras (Sabadell, 29 de desembre de 1907 - Montevideo, Uruguai, 1988) fou un professor i taquígraf uruguaianocatalà que va emigrar a Amèrica a primerenca edat. Es va ocupar en diversos càrrecs i va ser alumne d'Antonio Carissimi Calvi. Destaquen algunes de les seves contribucions a la taquigrafia de l'Uruguai com, per exemple, Taquigrafía castellana, Compendio de taquigrafía o Reseña histórica de la taquigrafía en el Uruguay.
El 1928 va fundar, al costat d'Adolf Gamundi i Roig i del seu pare, Albà Rosell i Llongueras, el Grup Separatista Avant de Montevideo, oposats a Francesc Macià. La seva participació a favor de la independència de Catalunya va provocar que critiqués el règim opressor espanyol, però no va comptar amb prou suport d'altres catalans exiliats, per la qual cosa el seu partit polític nacionalista es va clausurar el 1930.